# Auguste de Marmont
Auguste Frédéric Louis Viesse de Marmont, Primul duce de Raguse (n. 20 iulie 1774, Châtillon-sur-Seine - d. 22 martie 1852, Veneția) a fost un General si Mareșal al Franței (1809). S-a remarcat ca fiind un conducător militar talentat și capabil, mai ales pentru a comanda la nivel de divizie sau de Corp de Armată. Cu toate acestea, faptele pentru care a devenit celebru stau sub semnul unei aprigi controverse. În 1814, în timpul campaniei din Franța, mareșalul Marmont a încheiat o convenție secretă cu Aliații, angajându-se să își mute trupele într-o poziție în care puteau fi ușor încercuite și apoi să se predea. Această acțiune a lăsat capitala Franței fără apărare, distrugând orice șanse ale lui Napoleon de a negocia abdicarea în favoarea fiului său. În 1815, după ce a aflat despre reîntoarcerea Împăratului, Marmont a trimis la vatră 20,000 de oameni aflați în garnizoana pariziană, privându-și țara de un Corp de armată, în contextul conflictului militar ce se anunța.
În testamentul Împăratului Napoleon, numele mareșalului apare alături de alte 3 nume pe o listă a trădătorilor care au dus la înfrângerea Franței, acuzație teribilă de care mareșalul va încerca să se apere tot restul vieții. Ajungând până la urmă să fie dezavuat de chiar regimul regal pe care l-a susținut, Marmont și-a petrecut ultima parte a vieții în exil. În limba franceză a epocii, au apărut substantivul ragusade, sinonim cu trahison (trădare) și verbul raguser, sinonim cu trahir (a trăda), derivate ale titlului nobiliar al mareșalului Marmont. Este de asemenea unul din puținii mareșali napoleonieni al căror nume nu este purtat astăzi de nici un bulevard sau stradă din Paris.
1. ↑  Auguste Frédéric Louis Viesse de Marmont, Roglo
2. 1 2  Autoritatea BnF, accesat în 10 octombrie 2015
3. ↑  Auguste Frederic Marmont, Gran Enciclopèdia Catalana
4. ↑  Auguste de Marmont, Find a Grave, accesat în 9 octombrie 2017
5. ↑  Auguste Marmont, Brockhaus Enzyklopädie, accesat în 9 octombrie 2017
6. ↑  Auguste Frédéric Louis Viesse de Marmont, Biografisch Portaal, accesat în 9 octombrie 2017
7. ↑  Auguste de Marmont, SNAC, accesat în 9 octombrie 2017
8. ↑  CONOR.SI[*] Verificați valoarea |titlelink= (ajutor)